# Gimli (Manitoba)
Gimli ist eine Gemeinde in Manitoba, Kanada, am westlichen Ufer des Lake Winnipeg. Der Ort hat 5.797 Einwohner (Stand 2006) und liegt ca. 80 km nördlich der Stadt Winnipeg. Gimli wurde im Oktober 1875 gegründet. Der Ort erhielt 1983 durch die dortige Notlandung einer Boeing 767 vorübergehend überregionale Aufmerksamkeit (siehe: Air-Canada-Flug 143).

## Isländische Kultur
Im Waterfront Centre befindet sich das New Iceland Heritage Museum (NIHM). Nachdem 1971 die Canadian Forces Base aufgegeben worden war, und zahlreiche Arbeitsplätze verloren gingen, entstand 1972 die Icelandic Cultural Corporation. 1974 eröffnete das Museum seine Pforten. Es bot in drei Räumen Ausstellungen zur isländischen und zur ukrainischen Einwanderung und zur Fischerei. 1994 übernahm die Stadt das Museum. 1995 fiel die Entscheidung, statt eines üblichen Ortsmuseums ein Museum mit dem Sammelgebiet Isländische Kultur zu gründen.

## Söhne und Töchter der Stadt
- Vilhjálmur Stefánsson (1879–1962), Forschungsreisender
- Greg Carroll (* 1956), Eishockeyspieler